# Tigre (manhwa)
Pour les articles homonymes, voir Tigre (homonymie).
Tigre : Le Gardien de la grande nature (호이대자연의 계승자) est un manhwa de Ahn Soo-Gil (1963 – 2005), prépublié dans le magazine Morning puis publié par Kōdansha sous le titre Tora monogatari (とら ものがたり). La version française est publiée en deux volumes en décembre 2011 et juillet 2012 aux Éditions Clair de Lune,.
Il entre dans la série des œuvres sur les tigres d'Ahn Soo-Gil, après Histoires de Tigres (prépublié dans le magazine Morning de Kōdansha en 2000), suivi par Kaichambi le bébé tigre (conte pour enfants, 2002), Le Tigre de Joseon (Artbook, 2003)  et enfin Le Tigre blanc du mont Baekdu (livre d'images, 2004),.

## Synopsis
Une mère tigre met au monde une portée, qu'elle va s'efforcer d'élever afin qu'ils puissent affronter tous les dangers que le monde sauvage peut leur opposer. On suit principalement les aventures du fils, qui va découvrir la chasse et la conquête d'un territoire.

## Personnages
La mère
Une tigresse adulte, qui s'efforce d'élever ses petits et de les protéger de tous les dangers. Elle n'hésite pas à se mettre en danger pour les défendre.
Le fils
Un jeune tigreau, plutôt naïf, qui va découvrir le monde et devenir le personnage principal au fur et à mesure qu'il grandit.
Le roi
Il s'agit du mâle dominant du territoire, et par extension du père des petits. Il apparaît de façon régulière dans le livres, mais est plus souvent évoqué que vu. Il protège la famille en leur laissant parfois des proies ou en intervenant contre des ennemis puissants..

## Particularités de l'œuvre
Les personnages de tigres sont traités agissent avec une façon de penser humaine et des sentiments, qui vont jusqu'à la capacité de pleurer en cas d'émotions.

## Réception de l'œuvre
Baek Seongmin (dessinateur de manhwa) : « On aurait dit qu'il fixait chaque poil de la moustache et de la fourrure à l'aide d'une aiguille à broder. Il sculptait le squelette et pétrissait le modelé de la chair avant de l'habiller de peau. Bref, il dessinait à s'en faire saigner les mains. Ahn Soo-Gil reste à mes yeux le meilleur dessinateur de tigres au monde. Ceux qui se sont fait un nom dans l'art animalier ne soutiennent pas la comparaison.[...] Le présent ouvrage est le résultat de quatre années de labeur acharné, salué comme son plus grand chef-d'œuvre par la presse japonaise ».[réf. souhaitée]